# Europäisches Goldblatt
Das Europäische Goldblatt (Phylloporus pelletieri, syn. Xerocomus rhodoxanthus ss. auct. europ.) ist ein seltener, essbarer Dickröhrlingsverwandter. Der Pilz ist der einzige europäische Vertreter der Gattung Blätterröhrlinge (Phylloporus). Die Gattung stellt den Übergang von Lamellen- zu Röhrenpilzen dar, weshalb das Europäische Goldblatt in der Vergangenheit bereits mehreren Gattungen zugeordnet war, darunter beispielsweise die Kremplinge (Paxillus) und Trichterlinge (Clitocybe).
Der Name bezieht sich auf das leuchtend gelbe und für Dickröhrlingsverwandte außergewöhnliche, lamellenförmige Hymenophor.

## Merkmale

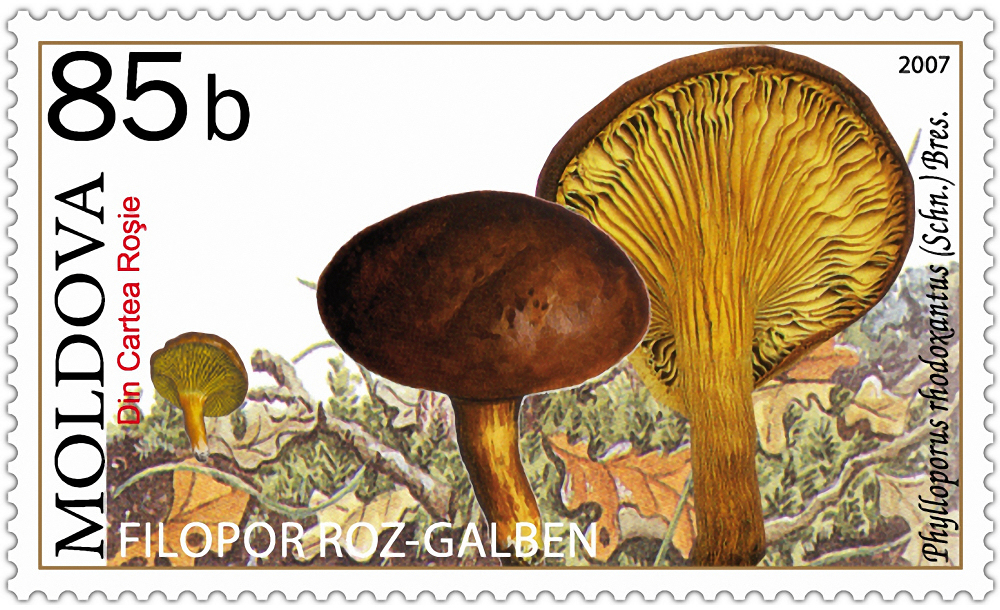
Briefmarke aus Moldawien mit dem Europäischen Goldblatt (P. pelletieri)

### Makroskopische Merkmale
Der Hut erreicht Durchmesser von 2,5 bis 8 Zentimetern und ist bei jungen Pilzen halbkugelig und später bis niedergedrückt geformt, hat eine trockene, samtige Oberfläche mit rötlich-brauner Farbe.
Das Fleisch ist fest, mild und arm an Geschmack, gelblich mit rötlichem Schimmer und ändert an der Luft nicht die Farbe. Die Lamellen sind verzweigt, mit scharfen Kanten und am Stiel herablaufend angewachsen und manchmal verkümmert porig. Bei jungen Pilzen sind sie von leuchtend gelber, dann dunklerer bis gelbbrauner Farbe.
Der Stiel ist 33 bis 41 Millimeter hoch und 5 bis 8 Millimeter stark, zylindrisch und an der Basis verjüngt geformt, glatt, trocken, auf der Oberseite rotbraun und von der Unterseite hellbraun.

### Mikroskopische Merkmale
Die 30–40 × 8–10 µm großen Basidien bilden elliptische oder spindelige, glatte und ocker-gelbe Sporen. Ihre Maße betragen 10–14 × 3,5–5 µm. Außerdem befinden sich in der Fruchtschicht spindelige, zylindrische oder bisweilen schwach keulige Zystiden. Sie sind 50–90 µm lang und 8–15 µm breit. Die Hutdeckschicht ist ein Trichoderm und setzt sich aus relativ kurzzelligen, aufgerichteten oder aufsteigenden Hyphen zusammen. Die 10–20 µm breiten Endglieder sind meist mit gelblich-bräunlichen Inkrustationen bedeckt.

## Artabgrenzung
Von oben betrachtet könnte man das Europäische Goldblatt wegen der ebenfalls filzigen und nahezu identisch gefärbten Hutoberfläche am ehesten mit der Ziegenlippe (Xerocomus subtomentosus) und dem Gemeinen Rotfuß-Röhrling (Xerocomellus chrysenteron) verwechseln. Ein Blick auf die Hutunterseite schafft jedoch schnell Klarheit: Die Fruchtkörper beider „Doppelgänger“ besitzen eine Röhrenschicht auf der Hutunterseite.

## Ökologie und Phänologie

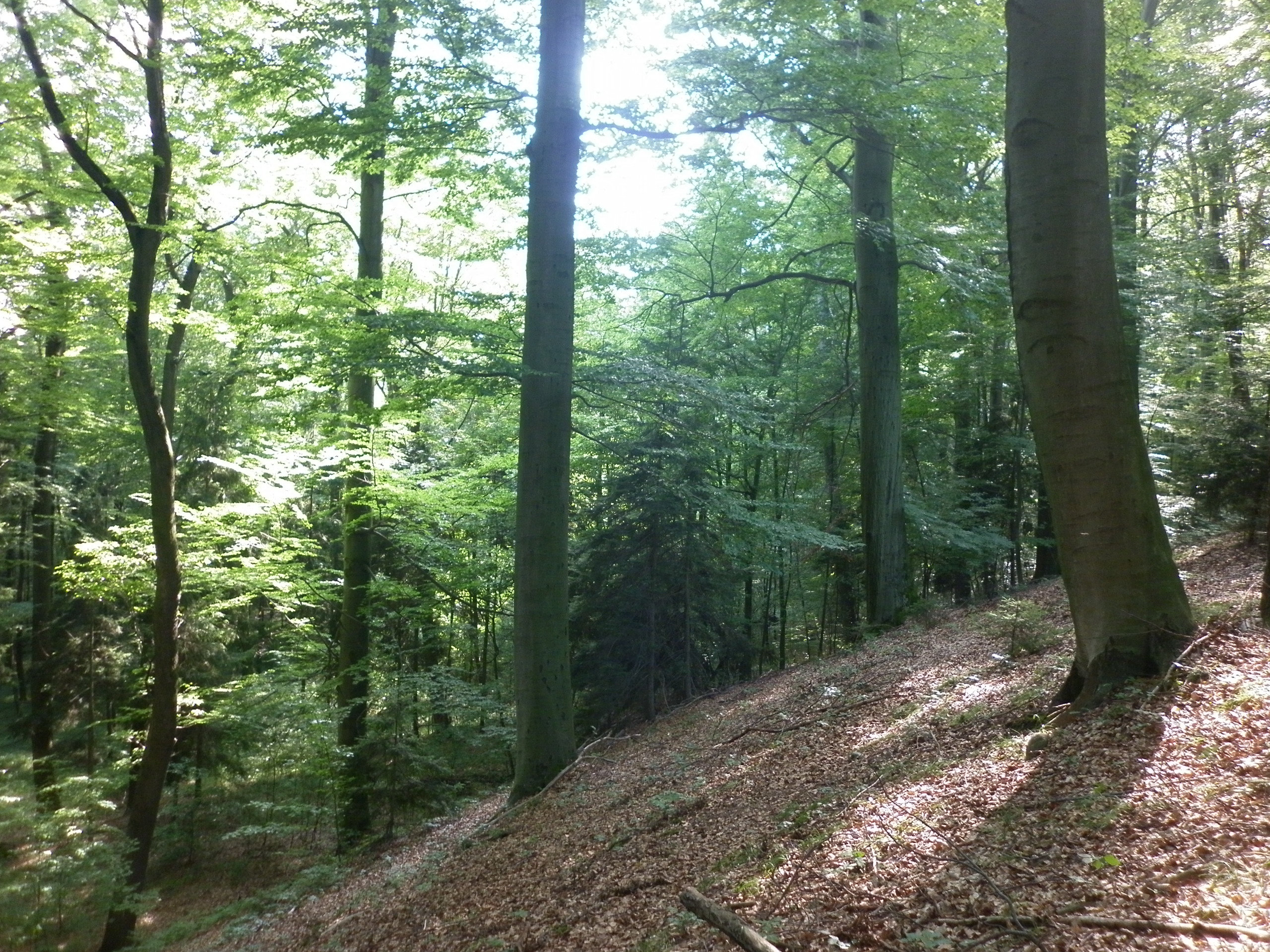
Das Europäische Goldblatt (P. pelletieri) kommt auch in Buchenwäldern vor.

Das Europäische Goldblatt bevorzugt Wegränder, Abbrüche, Böschungen und ähnliche Stellen, seltener sind Funde inmitten von Wäldern. Die Art fruktifiziert gerne einzeln oder nur in wenigen Exemplaren. Sie hat eine Vorliebe für saure bis annähernd neutrale, frische Böden und meidet kalkhaltigen Untergrund. Besonders gerne besiedelt der Pilz sandige, gut wasserdurchlässige Böden – Staunässe scheint er hingegen zu scheuen. Aber auch lehmige Böden kommen infrage, wenn sie ausreichend trocken bleiben. Der Pilz hat eine Affinität zu Buchen- und Buchen-Tannenwäldern, konnte aber auch schon in Fichten- oder Kiefernforsten nachgewiesen werden.
In Europa fruktifiziert das Europäische Goldblatt zwischen Juli und Oktober, der Schwerpunkt liegt im August. In den Folgemonaten klingen die Funde langsam aus.

## Verbreitung

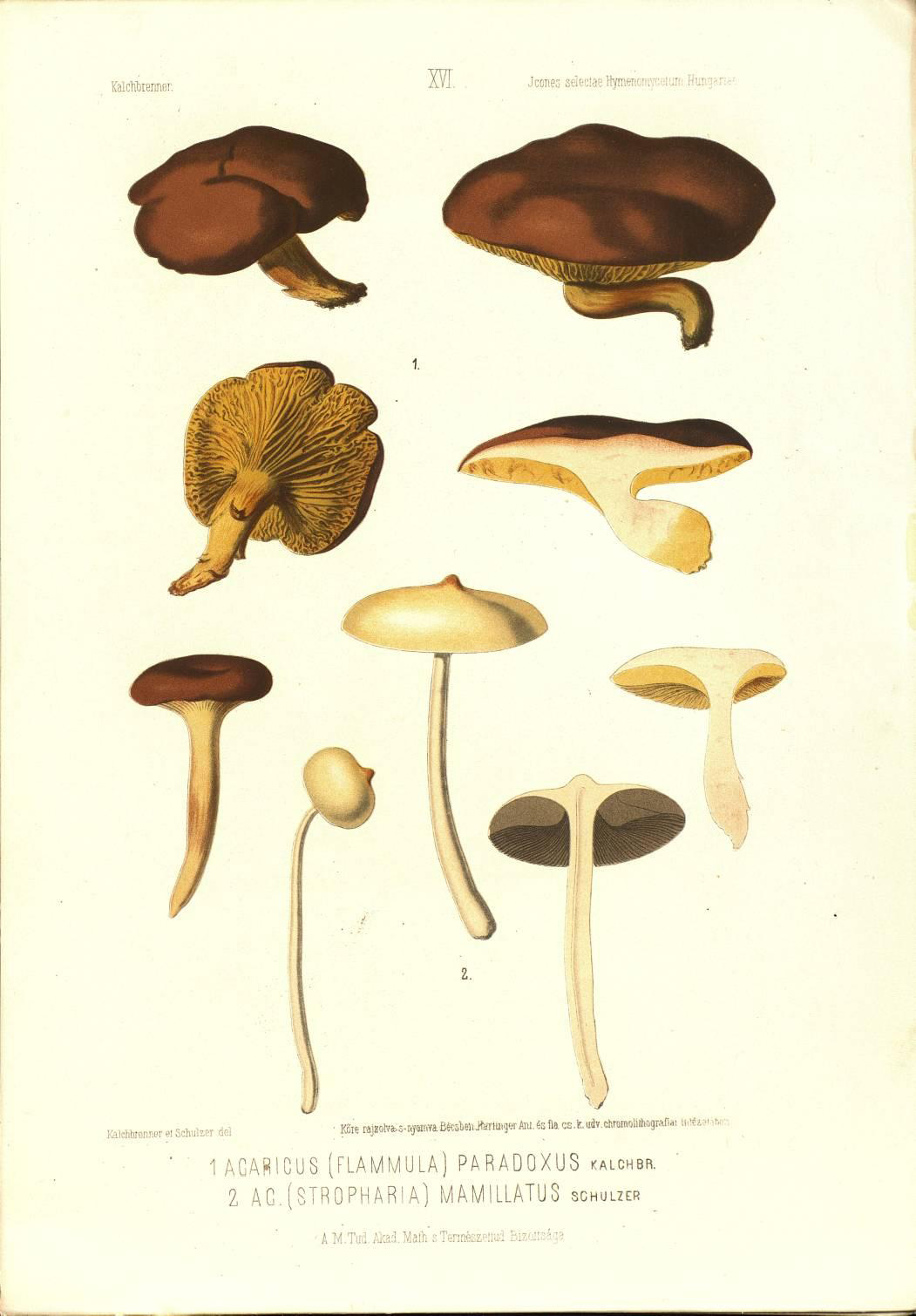
Das Europäische Goldblatt in Kalchbrenners und Schulzers Tafelwerk Icones selectae hymenomycetum Hungariae (1873–1877)

Die Art ist in Amerika weit verbreitet, wird aber von einigen Autoren als getrenntes Taxon angesehen. Darüber hinaus ist der Pilz auf den meisten Kontinenten beheimatet, fehlt aber in kalten Regionen und im tropischen Tiefland. Bis auf die nördlichen Regionen kommt er auch in Europa vor. In Deutschland ist das Europäische Goldblatt jedoch nur mäßig mit größeren Lücken im Voralpenland und in den Gebieten mit Kalkböden verbreitet.
In Baden-Württemberg ist das Europäische Goldblatt vor allem im nördlichen Oberrheingebiet, im Schwarzwald, im Schwäbisch-Fränkischen Wald, in Oberschwaben und im Bodenseegebiet weit verbreitet. Dagegen ist die Art in den Gäulandschaften vom Main bis in die Baar sowie auf der Schwäbischen Alb wenn überhaupt nur vereinzelt zu finden. Im Keuper-Lias-Land tritt die Art lediglich im östlichen Teil etwas öfter auf.